# Caso Mabo contra Queensland (No 2)
El Caso Mabo contra Queensland (No 2) (en inglés: Mabo v Queensland (No 2)), comúnmente conocido como Caso Mabo (Mabo Case), fue un importante caso judicial de la Corte Suprema de Australia, cuya resolución fue dada a conocer el 3 de junio de 1992. Estableció la anulación del concepto de terra nullius, o «tierra de nadie», que había estado vigente desde el comienzo de la colonización británica en 1788, y reconoció una forma de native title (título nativo).
La decisión de la Corte Suprema anulaba una sentencia previa de la Corte Suprema del Territorio del Norte, sobre una demanda territorial interpuesta por los isleños del estrecho de Torres Eddie Mabo, David Passi y James Rice en respuesta a la Queensland Amendment Act 1982 (Ley de Enmienda de Queensland de 1982) con la finalidad de determinar los derechos de los isleños sobre las islas Murray, Dauar y Waier del estrecho de Torres, las que fueran anexadas por la Corona británica al estado de Queensland en 1879. Aunque Mabo fue un caso analizado dentro del contexto del derecho de propiedad, las decisiones del caso tuvieron alcances mucho más extensos que todavía están determinándose.

## Juicio
El tribunal sostuvo que los derechos derivados del título nativo estaban reconocidos en el derecho consuetudinario australiano. Estos derechos procedían de las leyes y costumbres indígenas y no de una concesión de la Corona. Sin embargo, estos derechos podían extinguirse por la legislación del Estado o de la Mancomunidad o por concesiones de derechos sobre la tierra incompatibles con los derechos del título nativo.
La mayoría de la Corte Suprema consideró que:
- La doctrina de terra nullius no era aplicable a Australia en el momento de la colonización británica de Nueva Gales del Sur
- La Corona adquiere el título radical de la tierra cuando adquiere la soberanía sobre ella
- El título nativo existe como parte del derecho consuetudinario de Australia
- La fuente del título nativo eran las costumbres y leyes tradicionales de los grupos indígenas
- La naturaleza y el contenido de los derechos de título nativo dependían de las leyes y costumbres tradicionales vigentes
- El título nativo podía extinguirse por un ejercicio válido del poder gubernamental que fuera incompatible con un interés de título nativo vigente.

### Terra nullius
Varios miembros del tribunal debatieron la doctrina del derecho internacional de terra nullius («tierra de nadie»), es decir, territorio deshabitado o habitado que no está bajo la jurisdicción de un estado y que puede ser adquirido por un estado mediante ocupación. El tribunal también debatió la doctrina análoga del common law según la cual las «tierras desiertas e incultas», que incluyen las tierras «sin habitantes asentados ni ley asentada», pueden ser adquiridas por Gran Bretaña mediante asentamiento, y que las leyes de Inglaterra se transmiten en el momento del asentamiento. La mayoría del tribunal rechazó la idea de que la doctrina de terra nullius impidiera el reconocimiento por el derecho inglés de los derechos e intereses tradicionales de los indígenas sobre la tierra en el momento del asentamiento británico de Nueva Gales del Sur.
En 2005, el historiador Michael Connor argumentó en The Invention of Terra Nullius que la sentencia Mabo fue errónea, ya que los británicos anexionaron Australia en lugar de tratarla como terra nullius. En respuesta a estas críticas, Mason afirmó que «lo que pensaban los británicos sobre sus fundamentos de derecho internacional para establecer la soberanía sobre Australia, para anexionarse Australia, no viene al caso», ya que la decisión se refería en realidad a responder a la pregunta: «¿excluye el derecho consuetudinario (tal como se aplica en las colonias australianas) por completo los derechos de los pueblos indígenas, de modo que quedan excluidos para siempre los derechos que tenían anteriormente?».

## Importancia
El caso suscitó gran controversia y debate público. El entonces primer ministro, Paul Keating, elogió la decisión en su discurso de Redfern, Sídney, afirmando que «establece una verdad fundamental y sienta las bases de la justicia». Richard Court, primer ministro de Australia Occidental expresó su oposición a la decisión en comentarios de los que se hicieron eco varios grupos de interés mineros y pastoralistas.

### Desarrollo del título nativo
La decisión estableció la doctrina legal del título nativo, permitiendo más litigios por los derechos territoriales de los indígenas. La doctrina del título nativo fue finalmente complementada en la legislación por el gobierno de Keating en la Native Title Act 1993 (Ley de Título Nativo de 1993).
El reconocimiento del título nativo por la decisión dio lugar a muchas cuestiones jurídicas importantes. Entre ellas, la validez de los títulos expedidos que estaban sujetos a la Racial Discrimination Act 1975 (Ley de Discriminación Racial de 1975), la permisibilidad de la futura urbanización de tierras afectadas por títulos nativos y los procedimientos para determinar si existían títulos nativos en las tierras.
En respuesta a la sentencia, el gobierno de Keating promulgó la Native Title Act 1993, por la que se creó el National Native Title Tribunal (Tribunal Nacional de Títulos Nativos) para atender en primera instancia las reclamaciones de títulos nativos. La ley fue modificada posteriormente por el gobierno de Howard en respuesta a la sentencia Wik (Wik Peoples v The State of Queensland).

### Definición jurídica de «persona indígena»
En su sentencia, el juez Brennan respaldó una prueba jurídica de tres partes para reconocer legalmente a una persona como indígena en relación con el título nativo. Escribió:

La pertenencia al pueblo indígena depende de la descendencia biológica del pueblo indígena y del reconocimiento mutuo de la pertenencia de una persona determinada por parte de esa persona y de los ancianos u otras personas que gocen de autoridad tradicional entre ese pueblo.

Esta definición fue propuesta y utilizada originalmente por el Department of Aboriginal Affairs (Departamento de Asuntos Aborígenes) de la Mancomunidad en los años 80. Esta prueba se ha utilizado en casos posteriores y en otros contextos jurídicos (incluido el Caso Love contra la Mancomunidad) para determinar si una persona es o no indígena.